# Il-2 Sturmovik: Birds of Prey
Il-2 Sturmovik: Birds of Prey – komputerowy symulator lotu osadzony w realiach II wojny światowej, wyprodukowany przez rosyjskie studio Gaijin Entertainment i wydany na świecie w 2009 roku przez 1C. Gra należy do serii gier komputerowych Il-2 Sturmovik. Gracz kieruje w niej samolotem wojskowym uczestniczącym w walkach powietrznych na różnych frontach wojennych. Bardzo podobna treściowo gra komputerowa tego samego producenta, o nazwie Wings of Prey, ukazała się w 2010 roku w wersji na systemy operacyjne Windows.